# Mudukulathur
Mudukulathur es una ciudad y nagar Panchayat situada en el distrito de Ramanathapuram en el estado de Tamil Nadu (India). Su población es de 14789 habitantes (2011). Se encuentra a 30 km de Ramanathapuram y a 86 km de Madurai.

## Demografía
Según el censo de 2011 la población de Mudukulathur era de 14789 habitantes, de los cuales 7464 eran hombres y 7325 eran mujeres. Mudukulathur tiene una tasa media de alfabetización del 86,34%, superior a la media estatal del 80,09%: la alfabetización masculina es del 91,61%, y la alfabetización femenina del 80,96%.